# Pilar Geijo
Pilar Geijo (Buenos Aires, 19 de septiembre de 1984) es una nadadora argentina de aguas abiertas, qíntuple campeona del Circuito Mundial de Aguas Abiertas FINA.

## Historia
Pilar Geijo es una Nadadora Argentina de Aguas Abiertas, aunque sus orígenes fueron como nadadora de pileta. Nacida el 19 de septiembre de 1984 en la Ciudad de Buenos Aires, en el barrio porteño de Boedo. 
Pilar es la menor de cuatro hermanos. 
Comenzó a practicar natación a los 6 años en el club GEBA (Gimnasia Esgrima de Buenos Aires). A los 8 años la federaron participando en su primera competencia en pileta. Si bien cuando era chica se destacó en el estilo pecho, logrando ser Campeona Argentina Infantil y Juvenil en 100 y 200  metros pecho, siempre le gustaron las distancias de crol y fue por eso que comenzó a entrenar, destacarse y competir en 200, 400, 800 y 1500 libres logrando consagrarse Campeona Argentina en todas estas distancias en las categorías Infantil, Juvenil y Primera Categoría.

## Comienzos en Aguas Abiertas
Mientras continuaba con sus competencias de pileta, Pilar a los 13 años compitió por primera vez en Aguas Abiertas en San Antonio de Areco, Provincia de Buenos Aires en una prueba que no duró más de 40 minutos acompañada a nado por su hermana mayor Pamela que también era nadadora.
Las aguas abiertas le encantaron y desde este momento combinaría competencias de Pileta con competencias de Aguas Abiertas. Sin embargo, años más tarde sólo se dedicaría a competir en lagos, ríos, mares, lagunas.
Sus primeras competencias de Aguas Abiertas fueron el Campeonato Argentino (era un circuito con varias fechas en diferentes partes de la Argentina como Córdoba, Mar del Plata, Entre Ríos, Santa Fe, que sumaban puntos para el Ranking Nacional Final) logrando consagrarse Campeona Argentina en varias ocasiones.
A los 16 años formó parte por primera vez de la Selección Argentina en el Primer Campeona Mundial de Aguas Abiertas llevado a cabo en Hawái, en el año 2000. Compitió en 5 y 10 km.
Entre los años 2000 y 2008 participó, siempre con la Selección Argentina mayormente en competencias de 5 y 10 km, tanto en Campeonatos Argentinos, como Sudamericano, Panamericanos. Consiguiendo ser ganadora en todos esos Campeonatos.  También participó en dos Juegos Panamericanos, los de Río de Janeiro 2007 y Guadalajara 2011.

## Circuito Mundial de Aguas Abiertas
Sin embargo, en el 2009 y hasta la actualidad, se inclinaría por participar en el Circuito Mundial Grand Prix FINA de Aguas Abiertas que consistía en varias Copas del Mundo en diferentes partes del globo terráqueo, que le otorgaban puntos para el Ranking Final Mundial. Este campeonato se caracteriza por carreras de una duración de entre 7 y 9 horas, incluso de hasta más de 10, como lo fue en una oportunidad la Maratón Hernandarias Paraná , de 88k, que duró 10 hs 40 min.
El Campeonato Mundial Fina Grand Prix, llamado Actualmente Ultra Marathon Series está formado por varias competencias clásicas, como la Maratón Hernandarias Paraná, La Maratón Santa Fe Coronda, La Traversee du Lac St Jean en Roberval, Canadá, La Maratón Capri Napoli en Italia, La Traversee Lac Magog en Canadá, entre otras.
El primer año que Pilar cumplió su sueño de Ganar el Campeonato Mundial fue en el 2010, sin embargo lo repetiría cuatro veces más a lo largo de los años y pasaría a la historia por ser la nadadora que más veces lo ganó.
Desde el 2009 con su primera participación hasta la actualidad, Pilar durante estos diez años se mantuvo en el top 5 del Ranking final.

## Swimming Hall of Fame
Pilar forma parte  del Salón de la Fama. Fue inducida al "International Swimming Hall of Fame" en el año 2018 durante una ceremonia en Londres. Hacía 16 años no se incorporaba un nadador argentino al famoso salón que reúne a los nadadores más trascendentales e importantes del mundo.
Para su incorporación se consideraron no sólo sus resultados deportivos sino también la influencia que es para la sociedad en cuanto a la motivación que genera a otros deportistas sino además por su compromiso social llevando a cabo acciones solidarias a los barrios y familias más carenciados de su país.
La nadadora es la undécima argentina que ingresa desde la creación del International Marathon Swimming Hall of Fame (1964). El resto: Antonio Abertondo (1964), Pedro Candiotti (1965), Horacio Iglesias (1967), Carlos Larriera (1969), Lilian Harrison (1973), Alfredo Camarero (1978), Claudio Plit (1981), Diego Degano (1995), Gustavo Oriozabala (2001) y Silvia Beatriz Dalotto (2002).

## Cruce Río de la Plata
Pilar unió a nado Colonia de Sacramento en Uruguay con Punta Lara, Argentina recorriendo los 42 km que separan a esos dos países. El cruce se realizó el 8 de marzo de 2018 en el contexto del Día Internacional de la Mujer lo que generó una repercusión aún mayor. El tiempo del cruce fueron 9 horas 33 minutos convirtiéndose en el nuevo récord. El récord anterior era de 12 horas y 4 minutos.
La diagramación de la ruta a seguir estuvo a cargo de Jorge Conte, experto navegante.

## Logros deportivos
- Quíntuple Campeona Mundial de Aguas Abiertas (2010, 2011, 2015, 2016, 2019)

- Subcampeona Mundial de Aguas Abiertas (2009, 2012)

- 37 podios internacionales en World Cups (14 oros, 17 plata, 6 bronce)

- Récord Cruce del Río de la Plata

- Campeona Panamericana de Aguas Abiertas

- Campeona Sudamericana de Aguas Abiertas

- Campeona Argentina de Aguas Abiertas

## Oro Circuito Mundial
- Campeona Mundial 2010
- Campeona Mundial 2011
- Campeona Mundial 2014
- Campeona Mundial 2015
- Campeona Mundial 2019

## Clásicas ganadas
El circuito Mundial de Aguas Abiertas está formado por varias competencias que son un clásico de la disciplina, esas carreras que por su historia, sus orígenes y tradición todo nadador sueña con ganar alguna vez. Así como en el tenis es el torneo de Wimbedlon, US Open, Roland Garros o en ciclismo el Tour de France, el Giro de Italia, en Aguas Abiertas hablamos de la Maratón Capri Napoli, Maratón Hernandarias Paraná, Maratón Santa Fe Coronda, Lc St Jean, Memphremagog, entre otras.
- 5 veces Ganadora Maratón Hernandarias Paraná, Argentina, 88km
- 4 veces Ganadora Traversee Lc St Jean, Canadá, 34 km
- 2 veces Ganadora Maratón Capri- Napoli, Italia, 36 km
- Campeona Traversee Lc Memphremagog, Canadá, 34 km

## Premios y reconocimientos
- Incorporada "Swimming Hall of Fame"
- Elegida "Nadadora del año" por la FINA
- Personalidad Destacada de la Ciudad de Buenos Aires
- Premio Clarín
- Premio Olimpia
- Premios Jorge Newbery de Plata y Oro

## Compromiso social
Pilar forma parte de un proyecto llamado "Huella Weber" que consiste en elegir un lugar que sirva para la comunidad como ser un comedor, hogar, escuela y mejorar su infraestructura donando materiales a tal fines.

## Clínicas y charlas motivacionales
Pilar brinda clínicas y charlas motivacionales para clubes, escuelas, empresas con el fin de compartir sus ideas y aprendizajes de todos estos años. Es muy buena oradora, y transmite sus ideas de forma natural logrando tener alto número de seguidores que disfrutan de sus mensajes.

## Estudios
Para Pilar, los estudios siempre fueron un punto importante en su vida, supo combina su exigente entrenamiento con su lado intelectual.
- Analista Contable y Administrativa graduada en 2009 en la UADE (Universidad Argentina de la Empresa).
- Periodista Deportiva, graduada en 2017 en el Instituto de Educación Terciario River Plate-
- Profesora de Natación graduada en el año 2019 en la Universidad de Litoral en Rosario.